# Gymnostoma sumatranum
Gymnostoma sumatranum är en tvåhjärtbladig växtart som först beskrevs av Franz Wilhelm Junghuhn och De Vriese, och fick sitt nu gällande namn av Lawrence Alexander Sidney Johnson. Gymnostoma sumatranum ingår i släktet Gymnostoma och familjen Casuarinaceae. Inga underarter finns listade i Catalogue of Life.